# Neope dealbata
Neope dealbata är en fjärilsart som beskrevs av Hermann Stauder 1924. Neope dealbata ingår i släktet Neope och familjen praktfjärilar. Inga underarter finns listade i Catalogue of Life.